# Krušnohorský bioregion
Krušnohorský bioregion je biogeografický region hercynské podprovincie. Nachází se v severozápadních Čechách podél česko-německé státní hranice, a z větší části se nachází v německém Sasku. V Česku se rozkládá na celkové ploše 1321 km2 a s výjimkou západního okraje přibližně odpovídá geomorfologickému celku Krušné hory. Ze západu jej ohraničuje město Kraslice, zatímco z východu Tisá.

## Přírodní poměry
V podloží bioregionu převažují ruly a žuly. Z geomorfologického hlediska jej tvoří vyzdvižené plošiny a vysoké okrajové svahy. Nejvyšším bodem je Klínovec (1244 m n. m.), zatímco nejnižší se s 270 metry nachází u Jezeří. Z půd převažují kambizemě. Na vrcholových plošinách jsou to kambizemní podzoly, na okrajových svazích převládají dystrické kambizemě, na čedičích jsou ostrůvky eutrofních rankerů a kambizemí. Dle Quittovy klimatické klasifikace náleží většina území do studené oblasti; nižší vrcholové plošiny do CH7, polohy nad 800 metrů do CH6 a nad 1000 metrů do CH4. Výjimku tvoří dolní části svahů, které jsou mírně teplými oblastmi (většinou MT4, výjimečně MT9).
Z fytogeografického hlediska leží bioregion částečně v mezofytiku (podokres Krušnohorské podhůří vlastní) a částečně v oreofytiku (okres Krušné hory). Vegetační stupně jsou zastoupeny submontánní až supramontánní. Květen je spíše uniformní, převažuje středoevropská lesní flóra středních a vyšších poloh. Původně zastoupená charakteristická hercynská horská fauna byla devastována a pozměněná antropogenními a emisními vlivy.
Osídlení bioregionu působilo tlak na lesní porost, což se projevilo změnou jejich druhové skladby. V druhé polovině 20. století docházelo k devastaci smrkových porostů imisemi. Území zahrnuje množství chráněných území: národní přírodní rezervace, chráněné krajinné oblasti, přírodní rezervace, přírodní památky, evropsky významné lokality a ptačí oblasti.